# Sherbornia mirabilis
Sherbornia mirabilis is een slakkensoort uit de familie van de Pickworthiidae. De wetenschappelijke naam van de soort is voor het eerst geldig gepubliceerd in 1917 door Tom Iredale.